# Полидамант из Фарсала
Полидамант или Полидам (др.-греч. Πολυδάμας) — правитель фессалийского города Фарсал в 370-х годах до н. э.
Единственное упоминание Полидаманта из Фарсала содержится в «Греческой истории» Ксенофонта. Современник Полидаманта Ксенофонт охарактеризовал его человеком, который пользовался большим уважением во всей Фессалии, который славился хлебосольством и расточительством. Жители его родного города Фарсала поручили Полидаманту руководить городской цитаделью, а также взимать налоги и расходовать их «согласно с указаниями закона». Согласно Ксенофонту, Полидамант ответственно относился к возложенным на него обязанностям и покрывал дефицит расходов над доходами из своих средств. В случае, когда доходы превышали расходы он забирал остаток себе.
В 375 года до н. э. он прибыл в Спарту, где выступил с речью. В начале он указал, что все его предки были проксенами лакедемонян. Затем он пересказал свой разговор с тираном Фер Ясоном. Согласно Полидаманту, Ясон указал, что может легко захватить Фарсал, однако считает предпочитает решить вопрос мирным способом. Взамен он обещал сделать Полидаманта вторым после него по значимости человеком во всей Греции. На аргумент Полидаманта о том, что он не может примкнуть к врагам лакедемонян, Ясон предложил собеседнику съездить в Спарту, пересказать их разговор и попросить их помощи. Как и предполагал Ясон, спартанцы, взвесив сложившуюся ситуацию, ответили, что не могут оказать Полидаманту должную помощь. На этом фоне тот был вынужден заключить союз с Ясоном. Он убедил тирана Фер не вводить свои войска в Фарсал, однако был вынужден выдать ему своих родственников в качестве заложников. Также, Полидамант был вынужден поддержать Ясона во время выборов нового тага всей Фессалии.
После гибели Ясона Полидамант был убит вместе с восьмью влиятельными фарсальцами новым тираном Фер Полифроном.